# Jan Aleksander Ihnatowicz Łubiański
Jan Aleksander Ihnatowicz (Inatowicz) Łubiański (Lubański) herbu własnego – stolnik kowieński w latach 1652-1691.
Poseł sejmiku kowieńskiego na sejm 1665 roku. Poseł na sejm konwokacyjny 1668 roku z powiatu kowieńskiego. Był członkiem konfederacji generalnej zawiązanej 5 listopada 1668 roku na tym sejmie.